# Euploea dolata
Euploea dolata är en fjärilsart som beskrevs av Hans Fruhstorfer. Euploea dolata ingår i släktet Euploea och familjen praktfjärilar. Inga underarter finns listade i Catalogue of Life.